# Pasquale Passarelli

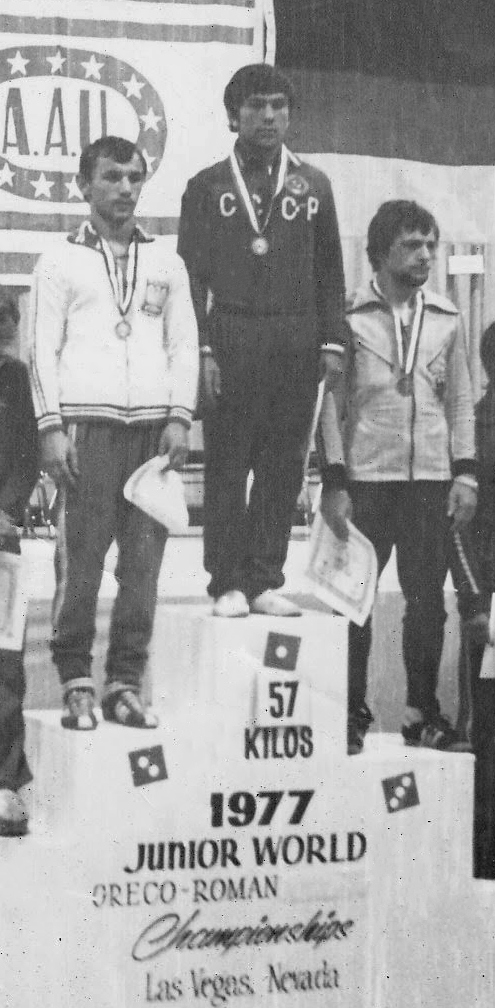
Piotr Michalik, Viktor Piwowarow und Pasquale Passarelli 1977

Pasquale Passarelli (* 14. März 1957 in Gambatesa, Italien) ist ein ehemaliger deutscher Ringer.

## Leben
Pasquale Passarelli lebte seit seinem sechsten Lebensjahr in Ludwigshafen am Rhein. Dort begann er mit elf Jahren mit dem Ringen als Sportart, die auch von seinen Brüdern Thomas (neunfacher deutscher Meister) und Claudio (Weltmeister 1989) betrieben wurde.
Der im griechisch-römischen Stil ringende Bantamgewichtler (bis 57 kg) errang seine ersten nationalen Erfolge 1974 und 1975, als er deutscher Jugendmeister im griech.-röm. Stil in der Klasse bis 56 kg Körpergewicht wurde und seinen ersten großen internationalen Erfolg 1977 mit dem 3. Platz bei den Juniorenweltmeisterschaften.
Im Jahr darauf folgt sein erster deutscher Meistertitel bei den Senioren. Es folgten die Titelgewinne 1979 und 1981. In diesem Jahr sicherte er sich auch erstmals den Weltmeister- und den Europameistertitel und wurde zum Ringer des Jahres gewählt sowie mit dem Silbernen Lorbeerblatt ausgezeichnet.
Derart hochdekoriert wechselte er 1982 vom KSV Wiesental nach Nürnberg zum damals in der 2. Bundesliga kämpfenden SV St. Johannis 07. Mit der Mannschaft stieg er 1985 in die 1. Bundesliga auf, parallel blieb er auch als Einzelsportler erfolgreich und holte 1982, 1983 und 1984 weitere Meistertitel. Nach dem Abstieg 1988 aus der 1. Bundesliga verließ Passarelli die Johanniser.

## „Die Brücke“ bei den Olympischen Spielen 1984
Seinen größten Triumph feierte Pasquale Passarelli bei den Olympischen Sommerspielen von Los Angeles. Im Finale besiegte er den Japaner Masaki Eto. Passarelli widerstand dabei 85 Sekunden mit einer Brücke den Versuchen Etos, ihn zu schultern. Diese außergewöhnliche Leistung Passarellis hat dieses olympische Ringkampffinale zu einer Legende werden lassen.
Passarellis hart erkämpfter Triumph wurde zudem mit der Wahl zum Ringer des Jahres und dem Silbernen Lorbeerblatt gewürdigt. Außerdem erhielt er die Goldene Kamera. Als das ZDF 2004 die Zuschauer die Sportler des Jahrhunderts wählen ließ, belegte Pasquale Passarelli den 92. Platz – noch vor Prominenz wie Günter Netzer, Ricco Groß oder Sabine Braun.

## Trainer
Passarelli war von 2001 bis 2005 Trainer der Ringer im griechisch-römischen Bereich des KSV 1952 Berghausen in der zweiten Bundesliga Süd. Von Beruf ist er Immobilienmakler.

## Internationale Erfolge
(OS = Olympische Spiele, WM = Weltmeisterschaft, EM = Europameisterschaft, alle Wettbewerbe im griechisch-römischen Stil (GR), Bantamgewicht, Federgewicht, damals bis 57 kg bzw. 62 kg Körpergewicht)
| Jahr | Platz | Wettbewerb                                                   | Gewichtsklasse | |
| 1975 | 6.    | Großer Preis der Bundesrepublik Deutschland in Aschaffenburg | Bantam         | hinter Hans-Jürgen Veil, Bundesrepublik Deutschland, Krasimir Stefanow, Bulgarien, Ion Dulica, Rumänien, Fritz Huber, Bundesrepublik Deutschland u. Ernst Hack, Österreich                                                                           |
| 1977 | 3.    | Junioren-WM                                                  | Bantam         | hinter Wladimir Piwopapow, UdSSR u. Jan Michalik, Polen |
| 1978 | 7.    | EM in Oslo                                                   | Bantam         | mit Siegen über Kuratli, Schweiz u. Aviid, Dänemark u. Niederlagen gegen Josef Krysta, CSSR u. Einari Suutari, Finnland |
| 1978 | 3.    | WM in Mexiko-Stadt                                           | Bantam         | mit Siegen über George Apostolon, Kanada, Jaques Eysackers, Belgien, Josef Krysta u. Mihai Boțilă, Rumänien u. Niederlagen gegen Ivan Frgić, Jugoslawien u. Schamil Serikow, UdSSR                                                                   |
| 1979 | 2.    | EM in Bukarest                                               | Bantam         | mit Siegen über Michel Mercader, Frankreich, Gyula Molnar, Ungarn, Josef Krysta, Haralambos Holidis, Griechenland u. Guergi Donew, Bulgarien u. einer Niederlage gegen Schamil Serikow                                                               |
| 1979 | 4.    | WM in San Diego                                              | Bantam         | mit Siegen über Dan Kun-Park, Korea, Florea Auram, Rumänien, Kiwamu Kashinagi, Japan, Haralambos Holidis u. Piotr Michalik, Polen u. einer Niederlage gegen Schamil Serikow                                                                          |
| 1980 | 4.    | EM in Prievidza                                              | Bantam         | mit Siegen über Marin Atanassow, Bulgarien, Jaroslaw Svaldenak, Tschechoslowakei u. Witali Konstantinow, UdSSR u. Niederlagen gegen Árpád Sipos, Ungarn u. Benni Ljungbeck, Schweden                                                                 |
| 1980 | 3.    | Meisterschaft der EG-Staaten in Sönderborg                   | Bantam         | hinter Ilpo Seppälä, Finnland u. Benni Ljungbeck u. vor Morten Brekke, Norwegen, Gilles Jalabert, Frankreich u. Carlo Fanelli, Italien |
| 1981 | 1.    | EM in Göteborg                                               | Bantam         | mit Siegen über Julien Mewis, Belgien, Haralambos Holidis, Stojan Bulow, Bulgarien, Nicolae Zamfir, Rumänien, Piotr Michalik u. Schamil Serikow |
| 1981 | 1.    | WM in Oslo                                                   | Bantam         | mit Siegen über Ilja Rostowzew, UdSSR, Antonio Caltabiano, Italien, Benni Ljungbeck, Ronny Sidge, Norwegen u. Josef Krysta u. trotz einer Niederlage gegen Ilpo Seppelä                                                                              |
| 1984 | 2.    | EM in Jönköping                                              | Bantam         | mit Siegen über Benni Ljungbeck, Ernst Graf, Schweiz, Ilpo Seppelä, Antonio Caltabiano u. Frank Wohlgemuth, DDR; zum Finalkampf gegen Kamil Fatkulin, UdSSR, konnte Passarelli wegen einer Verletzung (Kapselriss i.d. Schulter) nicht mehr antreten |
| 1984 | Gold  | OS in Los Angeles                                            | Bantam         | mit Siegen über Bahena, Mexiko, Severino, Dom. Rep., Mehmet Karadag, Türkei, Nicolae Zamfir, Frank Famiano, USA u. Masaki Eto, Japan (8:5-Punktsieg, nachdem Passarelli 1 Minute und 25 Sekunden in der Brücke stand)                                |

## Deutsche Meisterschaften
| Jahr | Platz | Stil | Gewichtsklasse |                                                                   |
| 1976 | 2.    | GR   | Bantam         | hinter Fritz Huber, Witten u. vor Wilhelm Barie, Aschaffenburg    |
| 1978 | 1.    | GR   | Bantam         | vor Hans Huber, Witten u. Fritz Huber                             |
| 1979 | 1.    | GR   | Bantam         | vor Antonio Jannaccone, Aalen u. Dieter Roos, Ebersbach           |
| 1980 | 2.    | GR   | Bantam         | hinter Rolf Krauß, Schifferstadt u. vor Jürgen Lutterer, Freiburg |
| 1981 | 1.    | GR   | Bantam         | vor Rolf Krauß u. Jürgen Lutterer                                 |
| 1982 | 1.    | GR   | Bantam         | vor Rolf Krauß u. Jürgen Lutterer                                 |
| 1983 | 1.    | GR   | Bantam         | vor Stefan Kurz u. Jürgen Lutterer                                |
| 1984 | 1.    | GR   | Bantam         | vor Jürgen Lutterer u. Antonio Jannaccone                         |